# さおとめあげは
さおとめ あげは（さおとめ あげは、10月8日 - ）は、日本の漫画家、イラストレーター。公益社団法人日本漫画家協会所属。

## 人物
趣味はゲーム、海外ドラマ、洋画、時代劇。エンターテイメント的な作品を好む。
2008年、商業誌にて執筆活動を開始。耽美系やイケメンを得意とするが、美少女・オッサン・メカ・アクションなど色々描く。
同人サークル「華凛」でも度々活動している。

## 作品リスト

### 書籍
- ニンジャスレイヤー グラマラス・キラーズ（原作：ブラッドレー・ボンド+フィリップ・N・モーゼズ、翻訳・漫画版監修：本兌有＋杉ライカ、キャラクター原案：わらいなく、『B's-LOG COMIC』（エンターブレイン）連載、B's-LOG COMICS、全3巻）
- 幕末斬華DEVIL KILLERS（『B's-LOG COMIC』（KADOKAWA）Vol.37[4] - Vol.42、B's-LOG COMIC、既刊1巻）
  1. 2016年8月1日発売[5]、ISBN 978-4-04-734227-9
- 零鴉-Raven- 〜四国動乱編〜（原作：さとうけいいち、『コミック乱』（リイド社）2017年1月号[6] - 2018年10月号連載、SPコミックス〉、既刊1巻） - 不定期連載。
  1. 2017年10月27日発売[7]、ISBN 978-4-8458-5168-3
- 重神機パンドーラ0（原作：河森正治・サテライト、構成：敷八木風紀、『Palcy』（講談社）2018年3月22日 - 12月6日連載、KCデラックス〉、全2巻）
- 人間牧場（原作：柑橘ゆすら、『WEBコミックガンマぷらす』（竹書房）2019年 - 2022年[8]、バンブーコミックス、全5巻）
  1. 2019年5月20日発売[9]、ISBN 978-4-8019-6611-6
  2. 2020年2月28日発売[10]、ISBN 978-4-8019-6845-5
  3. 2020年8月28日発売[11]、ISBN 978-4-8019-7018-2
  4. 2021年5月27日発売[12]、ISBN 978-4-8019-7299-5
  5. 2022年7月14日発売[13]、ISBN 978-4-8019-7654-2
- フロム アルゴナビス ファントムごはん（原作・企画：ブシロード[14]、『コミックブシロードWEB』（ブシロードクリエイティブ）2021年8月13日[15] - 2022年11月25日、全2巻（2巻は電子のみ））
- テクノロイド OVERMIND（原作：芝浦アンドロイド研究室、『アルファポリス公式web漫画』（アルファポリス）2023年1月5日  - 11月2日、全1巻）
- 淫魔ですが、堅物騎士団長の妄想だけでお腹いっぱいです!（原作：朱里雀、『WEBコミックガンマぷらす』（竹書房）2023年5月26日  - 連載中、既刊2巻）
  1. 2023年12月7日発売[16]、ISBN 978-4-8019-8224-6
  2. 2024年12月6日発売[17]、ISBN 978-4-8019-8501-8

### ボーイズラブ
- ふしだらな撮影会（ジュネットコミックス ピアスシリーズ、2009年11月30日）
- 束縛の鎖（ジュネットコミックス ピアスシリーズ/著者：バーバラ片桐、2012年1月1日）
- 快楽の支配者（ジュネットコミックス ピアスシリーズ/著者：暁由宇、2012年1月1日）
- 罪深き誓約 〜快楽の支配者シリーズ2〜（ジュネットコミックス ピアスシリーズ/著者：暁由宇、2012年1月1日）
- トリニティ・ラブ（ジュネットコミックス ピアスシリーズ/著者：暁由宇、2012年1月1日）
- シンデレラちからいっぱい（JUNEノベルズ/著者：鹿住槇、2012年1月1日）
- 奴隷教師!!（ジュネットコミックス ピアスシリーズ、2012年1月31日発売、ISBN 978-4-86452-032-4）
- 男色 光源氏 嫉妬にもだえる年上の男・六条御息所（B's-LOVEY COMICS、2013年5月15日発売[18]、ISBN 978-4-04-728912-3）
- ポルノ小説家、教師を飼う。（ジュネットコミックス ピアスシリーズ、2014年8月30日、ISBN 978-4-89644-221-2）
- サバイバーズ・ギルト〜遊び人の恋（KARENコミックス、2015年11月28日、ISBN 978-4-537-13369-1）『花恋』連載。

## その他

### イベント
- 東京コミコン2018[19]
- 東京コミコン2019[20]
- 東京コミコン2020[21]

### コラム
- さおとめかく語りき（日刊ビビビ、2020年12月16日 - ）[22]